# RBD (Band)
RBD war eine Popmusikgruppe aus Mexiko-Stadt in Mexiko, die durch die Telenovela Rebelde bekannt wurde. RBD verkauften weltweit über 57 Millionen Alben in den vier Jahren ihrer Karriere.
Seit ihrer Gründung im Jahre 2004 hat sie sich zu einem der kommerziell erfolgreichsten Acts der lateinamerikanischen Musik entwickelt und ihre Alben auch auf Portugiesisch (für den brasilianischen Markt) und Englisch veröffentlicht.
Neben einer Nominierung für einen Latin Grammy Award 2006 gewann RBD im gleichen Jahr auch drei Billboard Latin Music Awards.
Als hilfreich für die Karriere als Band erwies es sich, dass alle Mitglieder dem (jüngeren) Zielpublikum bereits aus der erfolgreichen Telenovela Rebelde bekannt waren, in der sie die Mitglieder einer Popgruppe darstellten. Allerdings konnten die Bandmitglieder zu dieser Zeit bereits auf Karrieren als Fernsehschauspieler, Sänger und Kinderstars zurückblicken.

## TV-Karriere

### Rebelde
Rebelde ist eine von Televisa produzierte mexikanische Telenovela, in der die Charaktere von den Mitgliedern RBDs dargestellt werden. Sie ist ein Remake der argentinischen Telenovela Rebelde Way, die in Deutschland auf Nick zu sehen war. Insgesamt beinhaltet die Serie drei Staffeln.
Die Serie spielt in der Elite Way School, einer anerkannten Schule in Mexiko-Stadt. Dort treffen sich die sechs Jugendlichen Mia, Miguel, Roberta, Diego, Giovanni und Lupita zum ersten Mal. Die Handlung der Serie besteht darin, dass die Schüler eine Band namens RBD gründen und später erfolgreich durch Mexiko touren. Alle Schauspieler, die diese Band verkörpern, sind im richtigen Leben mit der gleichnamigen Band erfolgreich.

### RBD: La Familia
Seit 2007 wird die Sitcom im mexikanischen Fernseher ausgestrahlt. Darin verkörpern sich die Bandmitglieder selbst, die Handlungen sind frei erfunden.

## Biografie

### Mitglieder
- Anahí (Anahí Giovanna Puente Portilla, * 14. Mai 1983)
- Dulce María (Dulce María Espinoza Saviñón, * 6. Dezember 1985)
- Maite (Maite Perroni Beoriegui, * 9. März 1983)
- Alfonso (Alfonso Herrera Rodríguez, * 28. August 1983)
- Christopher (Christopher Alexander Luis Casillas von Uckermann, * 21. Oktober 1986)
- Christian (José Christian Chávez Garza, * 7. August 1983), seit 2005 mit seinem Freund verheiratet (Hochzeit in Kanada)[2]

### 2004–2005:Rebelde
RBD gaben ihr Debüt mit dem Album Rebelde, das unter dem Plattenlabel EMI erschien. Die Songwriter für dieses Album waren u. a. Carlos Lara (alias D.J. Kafka) und Max di Carlo, deren Songs genauso beliebt wie die Serie waren. Die ersten drei Singles (Rebelde, Solo Quédate en Silencio und Sálvame) waren in Mexiko Nummer-eins-Hits, die vierte Single Un Poco de Tu Amor erreichte Platz zwei der mexikanischen Hitparade. Im November 2005 erschien ein portugiesischsprachiges Album auf dem brasilianischen Markt, das den Namen Rebelde (Edição Brasil) trug. Obwohl sie kein englischsprachiges Album aufnahmen, verkaufte sich Rebelde in den Vereinigten Staaten so gut, dass es sogar in den US-Top-100-Album-Charts auf Platz 95 landete und den zweiten Platz der Top Latin Albums erreichte. Rebelde wurde über 400.000 in den USA verkauft und bekam Diamant in Mexiko und Gold in Brasilien, wo es sich insgesamt 1,4 Mio. mal verkaufte. Im Juli 2005 erschien eine Live-CD/-DVD, namens Tour Generación RBD En Vivo, auf der die ausverkaufte Tour durch Mexiko zu sehen ist (35 ausverkaufte Konzerte, sechs davon in Mexiko-Stadt).

### 2005–2006:Nuestro amor
Im Oktober 2005 erschien ihr zweites, von Carlos Lara produzierte Studioalbum Nuestro amor, das neue Verkaufsrekorde in Mexiko schlug. Es verkaufte sich nämlich 127.000 Mal am ersten Tag und 160.000 Mal in der ersten Woche. In den USA verbrachte das Album drei Wochen in den Latin Album Charts und erreichte wieder, mit Platz 88, die Top 100 der amerikanischen Single-Charts. Die ersten vier Single-Auskopplungen landeten auf Platz eins in Mexiko. In den Vereinigten Staaten, schafften es nur Nuestro amor (#6), Aún Hay Algo (#24) und Este Corazón (#10) in die Hot Latin Charts.
Anfang 2006 tourten RBD zum ersten Mal durch die Vereinigten Staaten, wo sie ihre zweite im April erscheinende CD/DVD namens Live In Hollywood (Produzent: Carlos Lara) aufnahmen. Diese CD/DVD erreichte Platz sechs in den Billboard Top Latin Album Charts. Nur kurze Zeit danach, erschien im Mai 2006 die portugiesische Version von Nuestro amor, mit dem Namen Nosso Amor Rebelde (Edição Brasil), speziell für brasilianische Fans. Mit dem Ende der dritten Staffel von Rebelde, gab die Pop-Band bekannt, dass sie eine neue Telenovela drehen und ein englischsprachiges Album aufnehmen würden, in dem neue Songs und alte Songs der ersten beiden Alben zu hören seien. 2006 waren RBD auch für den Latin Grammy Award in der Kategorie Best Pop Album by a Group or Duo mit Nuestro amor, nominiert. Obwohl sie den Award an La Oreja de Van Gogh, eine mexikanische Castingband, verloren haben, traten sie mit einer neuen Version von Tras de Mí auf.
2006 war ebenfalls das Jahr, in der RBD auch in Spanien bekannt wurden.

### 2006–2007:Celestial,Celestial (versão Brasil) & Rebels
Ein paar Monate nach der Veröffentlichung von Live in Hollywood, erschien im November 2006 das dritte Studio-Album Celestial, das ebenfalls von Carlos Lara produziert wurde. In den US Billboard 200 stieg es auf Platz 15 ein, da es sich in einer Woche über 137.000 mal in den USA verkaufte.
Einen Monat später erschien ihr erstes englischsprachiges Album Rebels, das gleich auf Platz 40 in die U.S. Billboard 200 Album Charts einstieg und sich in der ersten Woche 94.000 mal verkaufte. Am Tag der Veröffentlichung fand eine Veränderung des Band-Logos auf dem Album-Cover von weiß zu pink statt.
Über ihre Brasilien-Tour erschien die DVD Live in Rio. Dort wurden sie auch für ihre über 2,5 Millionen verkauften CDs und DVDs geehrt. Unterdessen stand das Album Rebelde fünf Wochen auf der Spitze der spanischen Charts und erhielt Doppelplatin für 160.000 verkaufte Kopien. Nuestro amor verkaufte sich genauso gut, um Doppelplatin zu bekommen, während Celestial, das in Spanien am 12. März 2007 erschien, schon nach nur drei Wochen in den Charts Gold bekam. Am 2. März 2007 gestand Christian Chavez, kurz nachdem Bilder seiner Hochzeit im Internet auftauchten, dass er homosexuell ist. In einem Brief auf RBDs Website, bat er seine Fans um Verständnis und Akzeptanz. Danach arbeitete die Popgroup an zwei Projekten: zum einen Sálvame, einer Organisation, die obdachlosen Jugendlichen helfen soll, Schutz und Bildung zu erlangen; und zum anderen an La Familia, ihrer neuen Sitcom. Ende März kommentierte Dulce María in einem Interview, dass das Projekt Sálvame am 1. Mai beginnen würde und dass RBD auch darüber nachdenke, Kindern in Brasilien und Spanien zu helfen.
RBD wurde für die Billboard Latin Music Awards 2007 viermal in drei verschiedenen Kategorien nominiert, wobei sie zwei Nominierungen in der Kategorie Latin Pop Album of the Year By a Duo or Group, mit Celestial und Live in Hollywood bekamen. Zudem waren sie in den Kategorien Top Latin Albums Artist of the Year und Latin Tour of the Year für ihre Tour Generación 2006 nominiert. Das Event fand am 26. April in Miami statt. Sie gewannen in allen Kategorien Preise. Am 20. April begann ihre Welt-Tournee Tour Celestial 2007, die in Ecuador startete. Am 28. Mai 2007 lud Donald Trump die Gruppe zum Miss Universe 2007 Finale in Mexiko-Stadt ein, wo sie mit den drei Songs Wanna Play, Cariño Mio und Money Money aufzutreten. Im Juli 2007 tourten sie durch Rumänien und veröffentlichten dort Celestial. Sie drehten auch das Video zu Bésame Sin Miedo in Transsilvanien. Im selben Jahr wurden sie neben den Black Eyed Peas Werbeträger für Pepsi-Cola in spanisch-sprechenden Ländern. Am 19. Juli 2007 sangen RBD ihre Single Bésame Sin Miedo im Premios Juventud 2007 und gewannen an diesem Abend sieben Awards, u. a. Voice of the Moment und Favorite Concert. Seitdem haben sie 24 Premios Juvendtud-Awards gewonnen. Am 20. Juli 2007 führten RBD ihren neuen Tourbus in El Gordo y la Flaca, für ihre Celestial World Tour, vor. Am 25. Juli 2007 traten RBD bei einem Akustik-Konzert in Mexiko-Stadt als Gäste für eine neue Latino-Show namens Confesiones en Concierto auf. Die Gruppe hatte sich zu einem Phänomen entwickelt, als sie für Tu Amor als bester internationaler Song in Frankreich nominiert waren, was bisher ihr größter Erfolg wurde. Sie sangen die Single Bésame Sin Miedo im Buscando a Timbiriche und Mexico mit Timbriche, einer populären Gruppe aus den Achtzigern und Neunzigern. Es erschien außerdem ein re-release von Rebels, in dem drei Hip-Hop-Songs integriert sind.

### 2007–2008:Empezar Desde Cero
Am 4. Oktober 2007 fand der erste RBD Day in Houston/Texas statt, wo RBD mit ihren Fans feierten und auf einer Pressekonferenz bekannt gaben, dass ihr viertes Studioalbum Empezar Desde Cero, das ebenso von Carlos Lara und Armando Avila produziert wurde, am 20. November und einige Tage später auch ihre erste Single-Auskopplung Inalcanzable erscheinen werde. Ende 2007 gewannen RBD einen Award in der Kategorie Best International Song of the Year für Tu Amor in Frankreich. Im Dezember 2007 erschien die erste Staffel von RBD: La Familia auf DVD in Mexiko und Spanien. Im Januar 2008, hatten RBD-Fans die Möglichkeit, auf ihrer Website abzustimmen, welcher Song von Empezar Desde Cero die zweite Single sein sollte. Der Titelsong gewann und lief am 29. Januar zum ersten Mal in den Radios. Am 11. April gewann die Gruppe El Premio Tu Mundo, einen Award der Latin Billboards Awards 2008, über dessen Vergabe die Fans selbst abstimmen konnten. Am 21. April trat die Band vor ihrem größten Publikum, das sie je hatten auf, um den 48. Geburtstag von Brasilia, der Hauptstadt von Brasiliens zu feiern. Das Publikum bestand aus über 500.000 Fans. Am 23. April wurde bekannt gegeben, dass RBD die ersten Künstler waren, die in Slowenien sechs verschiedene Alben in den Top-10-Charts am gleichen Wochenende hatten. Am 12. Mai war die Premiere ihres neuen Musikvideo Estar Bien. Der Song ist Teil einer Kampagne gegen Fettleibigkeit, Anorexie und Bulimie und soll die Menschen dazu antreiben, glücklich zu sein, sich gut zu fühlen und immer aktiv zu sein. Am 5. Juni gaben RBD bekannt, dass die dritte Single von Empezar Desde Cero Y No Puedo Olvidarte sein werde. Zudem verkündeten sie, dass eine Special-Edition-CD ihres vierten Studio-Albums auf den Markt kommen werde, Empezar Desde Cero Fan Edition, die drei Bonus-Tracks enthalten werde (Tal Vez Mañana, Te Daria Todo und Estar Bien), sowie eine Karaoke-, Single- und Video-DVD. Am 4. August wurden fünf ihrer Studio-Alben in Portugal veröffentlicht. Am 14. August konnten Fans im Internet in einen möglichen Song ihres letzten Albums namens Sinceridad reinhören. Das geschah nur einen Tag bevor RBD bekannt gaben, sich im kommenden Jahr zu trennen.

## Diskografie

### Studioalben
| Jahr | Titel                                                                          | Höchstplatzierung, Gesamtwochen, AuszeichnungChartplatzierungen (Jahr, Titel, Platzierungen, Wochen, Auszeichnungen, Anmerkungen) | Höchstplatzierung, Gesamtwochen, AuszeichnungChartplatzierungen (Jahr, Titel, Platzierungen, Wochen, Auszeichnungen, Anmerkungen) | Höchstplatzierung, Gesamtwochen, AuszeichnungChartplatzierungen (Jahr, Titel, Platzierungen, Wochen, Auszeichnungen, Anmerkungen) | Anmerkungen                                                      |
| Jahr | Titel                                                                          | MX | US | ES | Anmerkungen                                                      |
| ---- | ------------------------------------------------------------------------------ | --- | --- | --- | ---------------------------------------------------------------- |
| 2004 | Rebelde auch bekannt als: Rebelde (Edição Brasil) (portugiesische Version)     | MX— Diamant + GoldMX | US95 ×4Vierfachplatin (Latin) · (34 Wo.)US                                                                                        | ES1 ×2Doppelplatin · (44 Wo.)ES                                                                                                   | Erstveröffentlichung: 30. November 2004                          |
| 2005 | Nuestro amor auch bekannt als: Nosso Amor Rebelde (portugiesische Version)     | MX— ×7SiebenfachgoldMX | US88 ×2Doppelplatin (Latin) · (27 Wo.)US                                                                                          | ES3 ×2Doppelplatin · (32 Wo.)ES                                                                                                   | Erstveröffentlichung: 22. September 2005                         |
| 2006 | Celestial auch bekannt als: Celestial (Versão Brasil) (portugiesische Version) | MX9 ×3Dreifachgold · (24 Wo.)MX                                                                                                   | US15 (19 Wo.)US | ES2 Platin · (36 Wo.)ES | Erstveröffentlichung: 23. November 2006                          |
| 2006 | Rebels                                                                         | MX74 Gold · (2 Wo.)MX | US40 (9 Wo.)US | ES1 Gold · (15 Wo.)ES | Erstveröffentlichung: 19. Dezember 2006 englischsprachiges Album |
| 2007 | Empezar Desde Cero                                                             | MX4 ×4Platin + Vierfachplatin (Pre-Load) · (43 Wo.)MX                                                                             | US60 (5 Wo.)US | ES4 Gold · (25 Wo.)ES | Erstveröffentlichung: 20. November 2007                          |
| 2009 | Para olvidarte de mí                                                           | MX3 (11 Wo.)MX | US192 (1 Wo.)US | ES17 (9 Wo.)ES | Erstveröffentlichung: 10. März 2009                              |

grau schraffiert: keine Chartdaten aus diesem Jahr verfügbar

### Livealben
| Jahr | Titel             | Höchstplatzierung, Gesamtwochen, AuszeichnungChartplatzierungen (Jahr, Titel, Platzierungen, Wochen, Auszeichnungen, Anmerkungen) | Höchstplatzierung, Gesamtwochen, AuszeichnungChartplatzierungen (Jahr, Titel, Platzierungen, Wochen, Auszeichnungen, Anmerkungen) | Höchstplatzierung, Gesamtwochen, AuszeichnungChartplatzierungen (Jahr, Titel, Platzierungen, Wochen, Auszeichnungen, Anmerkungen) | Anmerkungen                         |
| Jahr | Titel             | MX | US | ES | Anmerkungen                         |
| ---- | ----------------- | --- | --- | --- | ----------------------------------- |
| 2006 | Live in Hollywood | MX— GoldMX | US120 ×2Doppelplatin (Latin) · (5 Wo.)US                                                                                          | ES34 (13 Wo.)ES | Erstveröffentlichung: 4. April 2006 |

Weitere Livealben
- 2005: Tour Generación RBD En Vivo (MX: ×3Dreifachgold , US: Platin (Latin))
- 2007: Live In Rio
- 2007: Hecho En España
- 2009: Live In Brasília
- 2009: Tournée Do Adeus

### Kompilationen
| Jahr | Titel       | Höchstplatzierung, Gesamtwochen, AuszeichnungChartplatzierungen (Jahr, Titel, Platzierungen, Wochen, Auszeichnungen, Anmerkungen) | Höchstplatzierung, Gesamtwochen, AuszeichnungChartplatzierungen (Jahr, Titel, Platzierungen, Wochen, Auszeichnungen, Anmerkungen) | Höchstplatzierung, Gesamtwochen, AuszeichnungChartplatzierungen (Jahr, Titel, Platzierungen, Wochen, Auszeichnungen, Anmerkungen) | Anmerkungen                              |
| Jahr | Titel       | MX | US | ES | Anmerkungen                              |
| ---- | ----------- | --- | --- | --- | ---------------------------------------- |
| 2008 | Best of RBD | MX24 (5 Wo.)MX | — | ES49 (4 Wo.)ES | Erstveröffentlichung: 23. September 2008 |

Weitere Kompilationen
- 2006: ¿Que Hay Detrás de RBD?
- 2009: Así Es RBD

### Soundtracks
- 2007: RBD: La Familia

### Singles
| Jahr | Titel Album          | Höchstplatzierung, Gesamtwochen, AuszeichnungChartsChartplatzierungen (Jahr, Titel, Album, Platzierungen, Wochen, Auszeichnungen, Anmerkungen) | Anmerkungen |
| Jahr | Titel Album          | US | Anmerkungen |
| ---- | -------------------- | --- | ----------- |
| 2006 | Tu Amor Rebels       | US65 (8 Wo.)US |             |
| 2006 | Ser o parecer Rebels | US84 (1 Wo.)US |             |

Weitere Singles
- 2004: Rebelde
- 2004: Sálvame
- 2021: Siempre He Estado Aquí
- 2023: S.H.E.A
- 2023: Cerquita De Ti

### Videoalben
- 2005: Tour Generación RBD En Vivo (MX: ×3Dreifachgold , US: Platin (Latin), ES: ×2Doppelplatin )
- 2006: Live In Hollywood (MX: ×3Dreifachgold , ES: Platin)
- 2007: Live in Rio (MX: Platin)
- 2007: Hecho En Espana: Tour Celestial 2007 (MX: Platin)

## Auszeichnungen für Musikverkäufe
| Goldene Schallplatte - Argentinien - 2008: für das Album Empezar Desde Cero - Brasilien - 2008: für die Single Rebelde - 2024: für die Single Cerquita De Ti - 2024: für die Single S.H.E.A - Rumänien - 2007: für das Album Celestial - für das Album Nuestro Amor | Platin-Schallplatte - Brasilien - 2024: für die Single Siempre He Estado Aquí - Kolumbien - für das Album Empezar Desde Cero 2× Platin-Schallplatte - Venezuela - für das Album Empezar Desde Cero |

Anmerkung: Auszeichnungen in Ländern aus den Charttabellen bzw. Chartboxen sind in ebendiesen zu finden.
| Land/RegionAuszeichnungen für Musikverkäufe (Land/Region, Auszeichnungen, Verkäufe, Quellen) | Gold       | Platin       | Diamant  | Verkäufe  | Quellen             |
| -------------------------------------------------------------------------------------------- | ---------- | ------------ | -------- | --------- | ------------------- |
| Argentinien (CAPIF)                                                                          | Gold1      | —            | —        | 20.000    | capif.org.ar        |
| Brasilien (PMB)                                                                              | 4× Gold4   | Platin1      | —        | 140.000   | pro-musicabr.org.br |
| Kolumbien (ASINCOL)                                                                          | —          | Platin1      | —        | 20.000    | Einzelnachweise     |
| Mexiko (AMPROFON)                                                                            | 8× Gold8   | 14× Platin14 | Diamant1 | 1.880.000 | amprofon.com.mx     |
| Rumänien (UFPR)                                                                              | 2× Gold2   | —            | —        | 20.000    | Einzelnachweise     |
| Spanien (Promusicae)                                                                         | 2× Gold2   | 8× Platin8   | —        | 635.000   | elportaldemusica.es |
| Venezuela (APFV)                                                                             | —          | 2× Platin2   | —        | 30.000    | Einzelnachweise     |
| Vereinigte Staaten (RIAA)                                                                    | —          | 10× Platin10 | —        | 640.000   | riaa.com            |
| Insgesamt                                                                                    | 17× Gold17 | 36× Platin36 | Diamant1 |           |                     |

## Film
Laut ihrem Produzenten Pedro Damián, der auch Rebelde produzierte, sollen Ende 2008 die Dreharbeiten zu einem Film beginnen, der unter dem Titel Más Rebelde die Band und ihre Mitglieder von einer anderen Seite zeigt.

## Tourneen
- Tour Generación RBD (2005–2007)